# François Clerc
François Clerc (født 18. april 1983 i Bourg-en-Bresse, Frankrig) er en fransk fodboldspiller, der spiller i Gazélec Ajaccio. Tidligere har han spillet for blandt andet Lyon, Nice og Saint-Étienne. Med Lyon vandt han hele fem franske mesterskaber.

## Landshold
Clerc debuterede for det franske landshold den 11. oktober 2006 i en kamp mod Færøerne. Han var efterfølgende en del af den franske trup til EM i 2008 i Østrig og Schweiz. Han spillede i sin tid som landsholdspiller (2006-2008) 13 landskampe og scorede ingen mål.

## Titler
Ligue 1
- 2003, 2004, 2006, 2007 og 2008 med Olympique Lyon

Coupe de France
- 2008 med Olympique Lyon